# Amblyrhynchotes honckenii
Amblyrhynchotes honckenii is een  straalvinnige vissensoort uit de familie van kogelvissen (Tetraodontidae). De wetenschappelijke naam van de soort is voor het eerst geldig gepubliceerd in 1785 door Bloch.
Deze giftige vis komt voor langs de kust van Zuid-Afrika vanaf Valsbaai tot bij Maputo en wordt in het Afrikaans boosoogblaasop genoemd. De vis is zwartbruin tot donkergroen met gele strepen op zijn zij. De  rug-, borst- en staartvinnen zijn donker, maar de anale vin is wit van kleur. De vis wordt zo'n 25 cm groot. Zij komen voor in riviermondingen, zeegrasbeddingen en op zanderige en rotsachtige bodems tot op een diepte van 400 m. Hun voedsel bestaat uit isopoden, krabben en vis. Wanneer de vis zich bedreigd voelt blaast hij zich op. De vis is giftig genoeg dat het raadzaam is de handen te wassen wanneer men hem aangeraakt heeft.